# 庐镇乡
庐镇乡，是中华人民共和国安徽省六安市舒城县下辖的一个乡镇级行政单位。

## 行政区划
庐镇乡下辖以下地区：
沈河村、二河村、庐镇村、黄柏村、姚咀村、大桥村、张冲村、柳林村、安菜村、小街村、林河村、和平村和江山村。